# Upton (Dorset)
Upton è un paese del Dorset, in Inghilterra.